# Anders Hørsholt
Anders Hørsholt (født 1966) er en dansk erhvervsleder, der siden 2003 har haft ledelsesposter i Parken Sport & Entertainment og i dag er CEO for koncernen.

## Biografi
Anders Hørsholt er oprindeligt handelsuddannet og kom fra en stilling som adm. direktør for X-large A/S, da han den 1. maj 2003 blev ansat som underdirektør i Parken Sport & Entertainment. Ansvarsområdet var udvikling og salg af sportstøj og merchandise samt drift af PARKENs Sportscafé & Bowlingcenter. Han fik desuden ansvaret for en række større projekter i PARKEN, herunder Zulu Rocks.
I 2008 blev han udnævnt til adm. direktør for PARKEN Venues A/S,som omfattede stadion-delen, dvs det tidligere ”Driftsselskabet Idrætsparken A/S”, og desuden skulle rumme aktiviteterne i Capinordic Arena, som det var planen at opføre ved siden af PARKEN.[kilde mangler]
I december 2008 blev Anders Hørsholt udnævnt til vicekoncernchef og medlem af koncernens direktion samtidig med hvervet som administrerende direktør for PARKEN Venues A/S.
Den 3. november 2010 blev han – som led i en ændret koncernorganisering - direktør for et nyt forretningsområde bestående af ”F.C. København og PARKEN Venues”. Hørsholt var desuden fungerende direktør for forretningsområdet fitness dk indtil 1. juni 2011. De to øvrige forretningsområder var Lalandia og Kontorejendomme. Samtidig udgjorde han koncerndirektionen sammen med koncernøkonomidirektøren.[kilde mangler]
I 2012 blev PARKEN Venues A/S fusioneret med PARKEN Sport & Entertainment A/S med sidstnævnte som det fortsættende selskab og Anders Hørsholt som adm. direktør.[kilde mangler]
8. september 2014 blev stillingen som koncernøkonomidirektør nedlagt, og direktionen i PARKEN Sport & Entertainment A/S bestod herefter alene af koncerndirektør Anders Hørsholt. Koncernen omfatter forretningsområderne
- F.C. København og stadion
- Kontorejendomme
- Lalandia
- fitness dk

### Bestyrelses- og udvalgsposter mv
- Bestyrelsesformand i X-Large A/S
- Bestyrelsesmedlem i Divisionsforeningen[11]
- Medlem af DBU Udvalg for Professionel Fodbold[12]
- Direktør i ANHØ-Holding ApS
- Komitémedlem i European Club Association (ECA) siden september 2017.[13][14]

### Fritid
- 5 danske mesterskaber i floorball (93, 94, 95, 96 og 97)[kilde mangler]